# Lexicografia
La lexicografia és la matèria de la lingüística aplicada que s'ocupa de la confecció de diccionaris i altres repertoris lèxics. Està relacionada amb la codificació de l'ús, especialment en termes de vocabulari, en llibres de referència. La lexicografia està relacionada amb l'activitat pròpia de la lexicologia, de descriure alguns o tots els mots d'una o de més d'una llengua, especialment des del punt de vista del significat. Al costat de l'activitat pràctica de la producció de diccionaris (lexicografia pràctica) hi ha una activitat científica sobre els diccionaris i tot el que els envolta feta des del punt de vista lingüístic (lexicografia teòrica o metalexicografia).

## Àmbits d'estudi
Els àmbits d'estudi de la lexicografia són diversos i es poden relacionar amb la planificació, la gestió i la producció de diccionaris. Entre els principals àmbits d'estudi de la lexicografia destaquen: 
- Els tipus de diccionaris i les tipologies de repertoris[3]
- L'adaptació dels productes lèxics a les necessitats dels usuaris de diccionaris[4]
- Les funcions lexicogràfiques[4]
- Les estructures lexicogràfiques[5]

## Organització institucional

### Organitzacions lexicogràfiques
- Euralex
- Institut d'Estudis Catalans

### Lexicògrafs catalans
- Antoni Maria Badia i Margarit
- Maria Teresa Cabré i Castellví
- Joan Coromines
- Joaquim Rafel i Fontanals

### Projectes lexicogràfics
- Diccionarios contrastivos del español de América
- Wikisign. Diccionari de la llengua de signes catalana Arxivat 2015-03-15 a Wayback Machine.

### Publicacions periòdiques
- International Journal of Lexicography
- Revista de Lexicografía

### Activitats científiques
- Congreso Internacional de Lexicografía Hispánica Arxivat 2022-08-19 a Wayback Machine.
- Simposio Internacional Relex Arxivat 2014-10-06 a Wayback Machine.

### Repertoris lexicogràfics
- Your Dictionary
- El Castellano

### Metacercadors
- OneLook
- Optimot